# Karma Tseden
Karma Tseden (hoặc Gama Zeden, chữ Tạng: ཀརྨ་ཚེ་བརྟན།; chuyển tự: Ga ma ze deng; tiếng Trung giản thể: 嘎玛泽登; Hán-Việt: Dát Mã Trạch Đăng, sinh tháng 12 năm 1967, người Tạng) là chính trị gia nước Cộng hòa Nhân dân Trung Hoa. Ông là Ủy viên dự khuyết Ủy ban Trung ương Đảng Cộng sản Trung Quốc khóa XX, hiện là Thường vụ Khu ủy, Bộ trưởng Bộ Thống Chiến Khu ủy Tây Tạng, Phó Chủ tịch Ủy ban Tây Tạng Chính hiệp Trung Quốc.
Karma Tseden là đảng viên Đảng Cộng sản Trung Quốc, học vị Cử nhân Dân tộc học, Thạc sĩ Quản lý công cộng. Ông có hơn 30 năm sự nghiệp đa phần công tác ở các cơ quan, đơn vị khắp các vùng quê nhà Tây Tạng.

## Xuất thân và giáo dục
Karma Tseden sinh vào tháng 12 năm 1967 trong một gia đình người Tạng tại huyện Jomda, địa khu Qamdo, khu tự trị Tây Tạng, Cộng hòa Nhân dân Trung Hoa. Ông lớn lên và tốt nghiệp cao trung ở Jomda, thi cao khảo vào năm 1986 và đỗ Học viện Dân tộc Trung ương, nay là Đại học Dân tộc Trung ương, lên thủ đô nhập học hệ dân tộc học, tốt nghiệp cử nhân chuyên ngành chính sách dân tộc và lý luận dân tộc vào tháng 7 năm 1990. Sau đó 15 năm vào tháng 7 năm 2005, ông theo học chương trình cao học tại Trường Quản lý công cộng của Đại học Tứ Xuyên, nhận bằng Thạc sĩ Quản lý công cộng vào tháng 12 năm 2008. Karma Tseden được kết nạp Đảng Cộng sản Trung Quốc vào tháng 5 năm 1992, ông từng tham gia các khóa học về chính trị như tiến tu cán bộ cấp huyện, xứ giai đoạn tháng 3–6 năm 1996 ở Trường Đảng Khu ủy Tây Tạng; khóa bồi dưỡng huấn luyện cán bộ Tây Tạng giai đoạn tháng 3–7 năm 1999, và khóa bồi dưỡng cán bộ trung, thanh niên chương trình nhị ban kỳ 20 giai đoạn tháng 3–7 năm 2019, của Trường Đảng Trung ương Đảng Cộng sản Trung Quốc.

## Sự nghiệp

### Các giai đoạn
Tháng 7 năm 1990, sau khi tốt nghiệp trường dân tộc ở trung ương, Karma Tseden trở về Tây Tạng, được phân công về địa khu Nagqu làm cán bộ Bộ Tuyên truyền Địa ủy này. Trong thời kỳ này, ông dần được nâng ngạch lên phó chủ nhiệm, chủ nhiệm khoa viên, chuyển sang Văn phòng Địa ủy từ tháng 5 năm 1993. Sang tháng 7 năm 1995, ông được điều về huyện Nyima, huyện có diện tích 72.499 km² lớn nhất của Nagqu nhậm chức Phó Bí thư Huyện ủy, được bầu làm Huyện trưởng vào tháng 10 năm 1997. Ở Nyima 6 năm cho đến tháng 4 năm 2001 thì ông được chuyển tới huyện trùng tên địa khu là Nagqu, nay là quận Seni, nhậm chức Huyện trưởng, đến tháng 10 năm 2002 thì được bổ nhiệm làm Tổng thư ký Văn phòng hành chính địa khu Nagqu, thăng chức là Phó Địa trưởng Nagqu từ tháng 7 năm 2005. Tháng 1 năm 2008, ông được bầu vào Ủy ban Thường vụ Địa ủy Nagqu, giữ chức Phó Bí thư thường vụ, Phó Địa trưởng thường vụ cấp chính sảnh, chuyển vị trí là Bí thư Ủy ban Chính Pháp Địa ủy, kiêm Bí thư Đảng ủy ban công an địa khu từ tháng 4 năm 2012.
Tháng 10 năm 2012, Karma Tseden được điều lên Chính phủ Nhân dân khu tự trị Tây Tạng, nhậm chức Phó Tổng thư ký. Sau đó 3 năm, ông được phân công làm Phó Bí thư Đảng tổ, Phó Chủ nhiệm thường vụ Ủy ban Phát triển du lịch Tây Tạng, giữ chức 2 năm thì chuyển chức làm Phó Bí thư Đảng tổ, Sảnh trưởng Sảnh Dân chính Tây Tạng từ tháng 5 năm 2017. Ở sảnh này, ông chuyển vị trí từ Phó Bí thư lên Bí thư Đảng tổ, nhưng vị trí Sảnh trưởng đổi thành Phó Sảnh trưởng, vẫn lãnh dạo sảnh từ tháng 11 năm 2018, đến tháng 10 năm 2020 thì được điều lên Bộ Văn hóa Du lịch làm Ty trưởng Ty Giáo dục khoa học kỹ thuật.

### Cấp cao
Tháng 10 năm 2021, Karma Tseden trở lại Tây Tạng, được chỉ định vào Ủy ban Thường vụ Khu ủy, phân công làm Bộ trưởng Bộ Thống Chiến Khu ủy Tây Tạng, cấp phó tỉnh, kiêm Phó Bí thư Đảng tổ Ủy ban Tây Tạng Chính hiệp Trung Quốc. Vào ngày 7 tháng 1 năm 2022, ông được bầu làm Phó Chủ tịch Chính hiệp Tây Tạng, vẫn giữ chức vụ chính của mình là Bộ trưởng Bộ Thống Chiến. Cuối năm này, ông tham gia Đại hội Đảng Cộng sản Trung Quốc lần thứ XX từ đoàn đại biểu Tây Tạng. Trong quá trình bầu cử tại đại hội, ông được bầu là Ủy viên dự khuyết Ủy ban Trung ương Đảng Cộng sản Trung Quốc khóa XX.